# Potok (ort i Kroatien, Moslavina)
Potok är en ort i Kroatien.   Den ligger i länet Moslavina, i den östra delen av landet, 60 km sydost om huvudstaden Zagreb. Potok ligger 106 meter över havet och antalet invånare är 839.
Terrängen runt Potok är platt. Runt Potok är det ganska glesbefolkat, med 22 invånare per kvadratkilometer. Närmaste större samhälle är Kutina, 17,0 km sydost om Potok. I omgivningarna runt Potok växer i huvudsak lövfällande lövskog.